# 밑빠진벌레과
밑빠진벌레과(Nitidulidae)는 풍뎅이아목 머리대장상과에 속하는 딱정벌레과의 하나이다. 몸길이가 2~6mm로 작고, 둥글고 길쭉하거나 납작한 형태로 몸 형태가 다양하다. 왕긴수염밑빠진벌레와 벌집꼬마밑빠진벌레 등을 포함하고 있다. 날개가 짧아 꽁무니가 빠진 것처럼 보인다라고 하여 밑빠진벌레과라는 명칭이 붙었다. 10개 아과, 351개 속에 3500여 종을 포함하고 있다.

## 하위 아과
- Amphicrossinae
- Calonecrinae
- 넓적밑빠진벌레아과 (Carpophilinae)
- Cillaeinae
- 무늬밑빠진벌레아과 (Cryptarchinae)
- Epuraeinae
- Maynipeplinae
- 알밑빠진벌레아과 (Meligethinae)
- 밑빠진벌레아과 (Nitidulinae)
- Prometopinae